# Snapchat
Snapchat – aplikacja mobilna służąca do wysyłania filmów i zdjęć, które można oglądać przez określony czas, dostępna na urządzenia z systemami operacyjnymi Android oraz iOS. W pierwszym kwartale 2017 roku globalna liczba użytkowników korzystających codziennie z aplikacji wynosiła ponad 166 mln osób na całym świecie, a w 3. kwartale 2018 roku liczba ta wzrosła już do 186 mln dziennie. Każdego dnia użytkownicy wysyłają ponad 3 miliardy „snapów” i spędzają w aplikacji średnio 1 godzinę. Z aplikacji korzystają głównie osoby w wieku 12–24 lat.

## Historia
Aplikacja powstała we wrześniu 2011 roku w wyniku współpracy dwóch studentów Uniwersytetu Stanforda – Evana Spiegela oraz Bobby Murphy’ego.
W czerwcu 2016 zapowiedziano wersję na Windows Phone.
Właścicielem serwisu Snapchat jest spółka Snap Inc.
W 2024 roku wprowadzono możliwość umieszczania materiałów sponsorowanych.